# Wismar-Müggenburg, Tischlerei
Wismar-Müggenburg, Tischlerei este o arie protejată (arie specială de conservare — SAC, sit de importanță comunitară — SCI) din Germania întinsă pe o suprafață de 0,08 ha, integral pe uscat.

## Localizare
Centrul sitului Wismar-Müggenburg, Tischlerei este situat la coordonatele 53°54′59″N 11°30′19″E / 53.9164°N 11.5053°E.

## Înființare
Situl Wismar-Müggenburg, Tischlerei a fost declarat sit de importanță comunitară în aprilie 2004 pentru a proteja 1 specie de animale. Situl a fost protejat și ca arie specială de conservare în august 2016.

## Biodiversitate
Situată în ecoregiunea continentală, aria protejată nu include niciun habitat protejat.
La baza desemnării sitului se află o specie protejată de  mamifere: liliac de iaz (Myotis dasycneme)